# The Avenger (Album)
The Avenger ist das zweite Studioalbum der schwedischen Melodic-Death-Metal-Band Amon Amarth. Es erschien am 13. September 1999 via Metal Blade Records. Es ist die erste Veröffentlichung, auf der der damals neue Schlagzeuger Fredrik Andersson nach dem Ausstieg seines Vorgängers, Martin Lopez, zu hören ist. Im Jahr 2005 erschien das Album als Picture-LP mit einer streng limitierten Auflage von 500 Kopien. 2009 wurde das Album wiederveröffentlicht.

## Entstehungs- und Veröffentlichungsgeschichte
Das Album wurde nach einem rund einjährigen Songwritingprozess im Abyss Studio von Peter Tägtgren aufgenommen und abgemischt. Das Mastering wurde von Peter In De Betou in den Stockholmer Cutting Room Studios im April 1999 durchgeführt. Das Coverartwork stammt vom Düsseldorfer Grafiker und Designer Thomas Ewerhard.

### The Avenger Deluxe Reissue
Im Zuge der Bloodshed over Bochum Konzertserie von Amon Amarth vom 28. bis zum 31. Dezember 2008 wurde das Album am 29.12 komplett und in voller Länge aufgeführt und mitgeschnitten. Am 22. Mai 2009 wurde The Avenger als neugemasterte Auflage zusammen mit dem Livemitschnitt als 2-CD-Digipack wiederveröffentlicht. Die Titelliste entspricht der Digipack Version; nur bei der Liveversion des Albums fehlt das Lied Thor Arise, da dieses nicht aufgeführt wurde. Das Konzert wurde auch gefilmt und auf der Bonus-DVD des Surtur Rising Digipacks am 25. März 2011 veröffentlicht.

## Titelliste
| # | Titel                            | Komposition         | Länge |
| - | -------------------------------- | ------------------- | ----- |
| 1 | Bleed for Ancient Gods           | Mikkonen/Hegg       | 4:31  |
| 2 | The Last with Pagan Blood        | Mikkonen/Hegg       | 5:39  |
| 3 | North Sea Storm                  | Mikkonen/Hegg       | 4:56  |
| 4 | Avenger                          | Mikkonen/Hegg       | 7:11  |
| 5 | God, His Son and Holy Whore      | Mikkonen/Lopez/Hegg | 4:00  |
| 6 | Metalwrath                       | Mikkonen/Hegg       | 3:50  |
| 7 | Legend of a Banished Man         | Mikkonen/Hegg       | 6:05  |
| 8 | Thor Arise (Digipack-Bonustrack) | Mikkonen/Hegg       | 5:07  |

## Rezeption
Das Album erfuhr durch Presse und Fans überwiegend positive, wenn auch nur selten euphorische Resonanz. So gibt der Autor Pro vom Webzine metal.de dem Album 8 von 10 Punkten und beschreibt es, trotz fehlendem Originalitätsbonus wie bei Once Sent from the Golden Hall, als würdigen Nachfolger der Debütalbums. 7,5 von 10 Punkten gab Marcel Steinberg von metal1.info dem Album und beschreibt es als ein solides, aber nicht außergewöhnliches Album, das man als Fan besitzen sollte. Ein Kritikpunkt, der öfters genannt wurde, war die mit nur knapp 40 Minuten verhältnismäßig kurze Laufzeit der CD.